# Movimento de pureza social
O movimento de pureza social foi um movimento social do fim do século XIX que visava abolir a prostituição e outras atividades sexuais que foram consideradas imorais de acordo com a moral cristã. Composto principalmente por mulheres, foi ativo em nações de língua inglesa desde o final da década de 1860 até cerca de 1910, exercendo uma influência importante sobre os movimentos contemporâneos de feminismo, eugenia e controle de natalidade.
As raízes do movimento de pureza social estavam nos movimentos de reforma moral do início do século XIX, como o utopismo radical, o abolicionismo e o movimento de temperança. No final do século XIX, "social" era um eufemismo para "sexual"; o movimento se formou primeiramente em  oposição à legalização e regulamentação da prostituição e rapidamente se espalhou para outras questões relacionadas ao sexo, como elevar a idade de consentimento, prisões segregando sexualmente, eliminar o aborto, contra-contracepção e censurar a pornografia.